# Königlich Privilegierte Schützengesellschaft 1443 Volkach
Die Königlich Privilegierte Schützengesellschaft 1443 Volkach (auch Königlich Privilegierte Schützengesellschaft von 1443, Schützen-Gilde Volkach) ist ein Schützenverein im unterfränkischen Volkach. Sie steht in der Tradition der bereits 1440 erstmals erwähnten Sebastianibruderschaft im Ort und wurde im Jahr 1844 neu gegründet.

## Geschichte

### Von der Bruderschaft zur Gesellschaft (bis 1490)
Mit dem Jahr 1258, als der Ort erstmals als „civitas“ (lat. Stadt) erwähnt wurde, war Volkach der wichtigste Ort in der Grafschaft Castell geworden. Fortan wurden die Bürger der neu entstandenen Stadt auch Teil des städtischen Wehrverbandes. Schnell etablierten sich hier und in anderen Orten Gesellschaften oder Gilden, die sich zur Übung ihrer Schießfertigkeiten trafen und von der jeweiligen Obrigkeit gefördert wurden.
Obwohl die Gesellschaft wohl bereits auf das 13. Jahrhundert zurückging, ist sie erstmals im Jahr 1440, als Teil der Sebastianibruderschaft nachgewiesen. Diese Bruderschaften, zumeist als Gebetsverein gegründet, wählten den heiligen Sebastian als Patron, weil hier auch das Armbrustschießen geübt wurde. Im Volkacher Bruderschaftsbuch von 1442 heißt es: „(...) do sein beieinander gewest die Ersamen/ die Burger und Schießgesellen der stat Volkach (...)“.
Noch ein Jahr lang blieben die Schützen Teil der Bruderschaft, ehe sie 1443 unabhängig wurden. Vorausgegangen war eine Jahrtagsstiftung durch den Volkacher Bürger Martin Beck. Er vermachte den Schützen 38 Gulden und etablierte so die materielle Basis der Gesellschaft. Allerdings wurde die eigentliche Unabhängigkeit erst durch die geistliche Betreuung eines Vikars erreicht. Hierdurch erhielt die Gesellschaft die erhoffte kirchliche Approbation.
Teil der neuen Gesellschaft konnten Mitglieder aller sozialen Schichten in der Stadt werden. Schnell etablierte sich auch in Volkach das Festschießen, das häufig Schützengesellschaften anderer Orte nach Volkach zog. Im Jahr 1462 lud man zum Festschießen nach Volkach, 1468 reisten dagegen die Schützen nach Ochsenfurt. Im Jahr 1473 schoss man in Schweinfurt um das sogenannte Landkleinod (ein Preis der – als silberne Tartsche mit anhängender Miniaturbüchse – auch in Würzburg beim Schießen mit der Armbrust oder beim Freischießen mit der Handbüchse vergeben wurde), 1490 versuchte man diesen Preis in der Bistumsmetropole Würzburg zu erringen.

### Von der Armbrust zur Büchse (bis 1648)

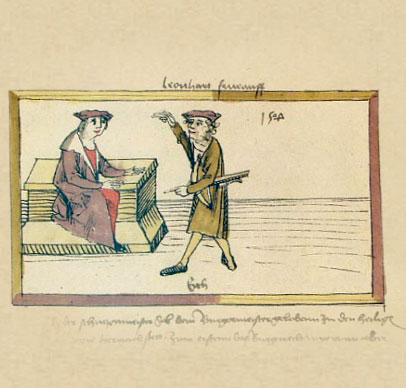
Der Schützenmeister Leonhard Frühauff schwört den Eid, Volkacher Salbuch folio 446r

Schoss man bisher ausschließlich mit Armbrüsten, die Eigentum eines jeden Schützen waren, wurde 1490 auch erstmals das Schießen mit Büchsen erwähnt. Zunächst wurden beide Waffen wohl parallel eingesetzt. Da die Schützen einen großen Beitrag zur städtischen Sicherheit leisteten, bekleideten ihre Vorsitzenden auch ein Stadtamt. Im Volkacher Salbuch von 1504 heißt es: „Ein Jeder schützenmeister sol dem Bürgermeister gelobenn zu den Heiligen schworen wie hernach stet.“
Im Jahr 1528 mussten die Schützen auf Drängen ihres Stadtherren, dem Würzburger Fürstbischof, auch in den Hessenkrieg ziehen. Sie erhielten hierfür ein sogenanntes „reißgeld“. Die Förderung durch den Bischof führte dazu, dass der Gesellschaft ein Einkommen gewährt wurde, wenn jeden Sonntag geschossen wurde. Ebenso sorgte die Obrigkeit für repräsentative Kleidung. 1582 erhielten die Schützen sogar ein eigenes Schützenhaus vor dem Oberen Tor.
Neben dem Bischof förderten auch örtliche Adelsgeschlechter die Volkacher Schützen. Mittlerweile hatte sich einmal im Jahr ein Schützenauszug etabliert und die Schießbriefe, Einladungen zum Schießwettbewerb, wurden an immer weiter entfernte Städte verschickt. 1567 und 1599 sandte man Einladungen an die Gesellschaften in Nürnberg, Rothenburg ob der Tauber, Suhl, Hildburghausen und Schleusingen. Die Städte im heutigen Thüringen waren wegen ihrer Büchsenindustrie beliebte Wettkampfgegner.
Nachdem die Gesellschaften in der zweiten Hälfte des 16. Jahrhunderts eine Blütezeit erlebt hatten, kam es im 17. Jahrhundert zu einem Niedergang. Grund hierfür war auch die zunehmende Professionalisierung des Militärwesens und die Weiterentwicklung der Bewaffnung. Im Dreißigjährigen Krieg musterte man zwar die Volkacher Schützen für den bevorstehenden Ernstfall, die Stadt wurde von den Schweden allerdings kampflos eingenommen, weil Widerstand nur sinnloses Blutvergießen zur Folge gehabt hätte.

### Von der Gesellschaft zum Verein (bis heute)
Das 18. Jahrhundert war für die Volkacher Schützen von neuerlicher Etablierung geprägt. Nachdem sich ihr Gründungszweck, die Stadtverteidigung, überholt hatte, versuchten sie den Würzburger Fürstbischof zu überzeugen, eine neue Schützenordnung zu erlassen. Bisher konnten sich die Volkacher nämlich lediglich auf Gewohnheitsrecht verlassen. Gleichzeitig wollte man 1741 mit dem musikalischen Jahrtag alte, festliche Traditionen wiederbeleben.
Nachdem das Hochstift Würzburg 1802 säkularisiert worden war, wurde Volkach Teil des Kurfürstentums später Königreichs Bayern. Am 1. Februar 1844 erhielt die Schützengesellschaft eine neue Ordnung, die sich auf die bayerische Schützenordnung von 1796 berief. Fortan konnte sie sich auch königlich „privilegiert“ nennen. Ein großes Festschießen fand 1856 in Volkach statt, 1862 veranstaltete man ein „solennes“ Hauptschießen.
Nach den Ereignissen des Jahres 1848 und dem Gaibacher Fest nahe Volkach, zweifelte die bayerische Regierung an der politischen Gesinnung der Schützenvereine und versuchte die Treffen zu unterbinden. Nichtsdestotrotz konnte 1893 ein öffentlicher Aufzug des Volkacher Schützenvereins stattfinden. Nachdem die Förderung der sportlichen Betätigung im 20. Jahrhundert anwuchs, konnte der Verein 1921 dann die Gründung eines Schießstätten-Bau-Fonds bekannt geben.
Mit der Machtergreifung der Nationalsozialisten wurden 1933 alle Vereine auf das sogenannte „Führerprinzip“ umgestellt. Ein Vereinsführer sollte fortan die Geschäfte der Schützen leiten. Die Volkacher Vereinsmitglieder waren hierüber jedoch so unzufrieden, dass sie am 18. Dezember 1934 ihren Verein auflösten und das Vermögen und die Mobilien zu treuen Händen der Stadt Volkach übergaben. Die Tätigkeit des Vereins ruhte während des „Dritten Reiches“.
Nach dem Ende des Zweiten Weltkrieges dauerte es noch einige Jahre, ehe sich der Verein wieder gründen durfte. Am 20. Januar 1959 nahmen die Volkacher die Vereinstätigkeit wieder auf. Fortan standen die beiden Säulen „Sport“ und „Traditionspflege“ im Mittelpunkt der Schützengesellschaft. Zunächst schoss man auf der Kegelbahn Haßmann, ehe man im Jahr 1975 auf die heutige Schießsportanlage im Süden Volkachs umziehen konnte.

## Schießbetrieb
Die Volkacher Schützen haben ihren Schießplatz im Volkacher Industriegebiet „Im Seelein“. Geschossen wird mit der Pistole und dem Luftgewehr, ferner kann mit Großkaliberwaffen geübt werden. Insgesamt stellt der Verein 17 Schießstände für die Feuerwaffen-Schützen zur Verfügung. Einige Stände sind überdacht. Der Schützenverein umfasst außerdem eine große Nachwuchsabteilung. Hier kann mit Luftgewehr und Luftpistole geschossen werden.
Zusätzlich wurde im Jahr 1992 eine Bogenschießabteilung eingerichtet. Hierbei wurde der Verein von der ehemaligen Nationaltrainerin Reinhild Weinlich und dem internationalen Kampfrichter Helmut Weinlich beraten. Die Bogenschießanlage entstand direkt neben der der anderen Schützen. Als Sommeranlage wird im Winter in der Turnhalle der Volkacher Grundschule trainiert. Geschossen wird mit dem Recurve und dem Compoundbogen.

## Bekannte Schützen
- Philipp Grimm, Europameister 2015 im Einzel- und Mannschaftswettbewerb Luftpistole, Ausbildung in Volkach[11][12]